# گابریلا گیلن
گابریلا گیلن (انگلیسی: Gabriela Guillén؛ زادهٔ ۱ مارس ۱۹۹۲) بازیکن فوتبال اهل کاستاریکا است.
از باشگاه‌هایی که در آن بازی کرده‌است می‌توان به اشاره کرد.
وی همچنین در تیم‌های ملی فوتبال Costa Rica women's national under-17 football team, Costa Rica women's national under-20 football team، و زنان کاستاریکا بازی کرده‌است.
وی در مسابقات کشوری و بین‌المللی در مجموع برندهٔ ۱ مدال برنز شده‌است.